# Raúl Elizalde
Raúl Elizalde Garza es un abogado y empresario mexicano, de Monterrey, Nuevo León. Se inició en el año 2013 como activista a favor del uso del cannabis, debido al padecimiento de su pequeña hija Graciela Elizalde, quien padece del síndrome Lennox Gastaut y tenía hasta 400 convulsiones diarias que no pudieron ser tratadas con medicamentos convencionales.

## Primer permiso de importación de cannabis con fines medicinales en México
El aceite de cannabis rico en cannabidiol, que requería su hija, no estaba disponible en México y tampoco podía ser importado. Es por esto que en el 2015, Elizalde promovió y ganó un amparo para poder importar el producto a México, llamando la atención de padres de familia en circunstancias similares y de los medios de comunicación en todo el mundo.

Fue el mismo Presidente de México, Enrique Peña Nieto, quien comunicó una postura del Gobierno mexicano más abierta en la que destacó la importancia del acceso a productos derivados del cannabis para familias como las de Raúl:
...se debe facilitar el acceso a sustancias controladas, para fines terapéuticos e investigación científica.
En diciembre de 2016, ante la presión de la sociedad, familias, grupos pro cannabis y del activismo de Elizalde, el Senado de México aprueba un proyecto de ley para el uso del Cannabis con fines médicos por lo que fue turnado a la Cámara de Diputados, quienes tras su aprobación en abril de 2017 lo enviaron al poder ejecutivo para su publicación en el DOF el 19 de junio de 2017.

## Activismo internacional
Debido a su reconocida trayectoria en el tema del cannabidiol, en noviembre del 2017 Elizalde es invitado por el Comité de Expertos en Farmacodependencia de la Organización Mundial de la Salud en Ginebra, Suiza para analizar la clasificación y características de este cannabinoide. Como conclusión de esta reunión, la OMS determinó que cannabidiol no es psicoactivo y no tiene ningún efecto secundario, además de reconocer el alto potencial terapéutico de esta substancia.

## Actualidad
El activismo de Elizalde en el tema del cannabidiol en México y el mundo hicieron que HempMeds, empresa filial de la compañía estadounidense Medical Marijuana Inc., lo nombrara para dirigir la expansión de la empresa, inicialmente siendo responsable en México, posteriormente siendo promovido a Presidente de Latinoamérica, posición que ocupa hasta la fecha.